# Paul Evans (Designer)
Paul Evans, als Paul R. Evans II geboren, (* 20. Mai 1931 in Newtown, Pennsylvania; † 7. März 1987 Nantucket Island, Massachusetts) war ein US-amerikanischer Silber-, Gold- und Eisen-Schmied, Bildhauer und Möbeldesigner.

## Leben und Karriere
Nach seiner künstlerisch-handwerklichen Grundausbildung unter anderem 1950 am Philadelphia Textile Institute in Philadelphia, Pennsylvania erhielt Evans 1952 ein Stipendium für die Cranbrook Academy of Art in Bloomfield Hills, Michigan. In den 1950er Jahren begann in einer Garage in New Hope, Pennsylvania, und zog dann mit seinem Studio/Werkstatt nach Plumsteadville, Pennsylvania, um, wo er bis zu 35 Mitarbeiter beschäftigte. Dort entstanden in Zusammenarbeit mit der Firma Directional Furniture (heute Directional, Inc.) anfangs kupferne Truhen und später Schränke und Anrichten mit skulpturierten Vorder- und Seitenteilen und andere Einrichtungsgegenstände und Möbel, z. B. Essstühle aus Wellpappe. Seine Skulpturen und Möbel wurden unter anderem in Holz, Stahl, Bronze und Zinn ausgeführt, deren Oberflächen unter anderem durch Kupferpatina, Email oder Versilberung verziert wurden. Die Objekte, die in der Vergangenheit für Liebhaber angefertigt und meistens signiert wurden, werden heute bei amerikanischen und ausländischen Sammlern hoch geschätzt.

## Sammlerstücke
- Eye Cabinet: Wandschrank aus Stahl geschweißt und bronziert, abgedeckt mit einer Schieferplatte
- Cigarette Box: Walnussholz mit rotem Filz ausgelegt
- Welded Club Chair: Sessel aus Stahl geschweißt und bronziert, weiße Wildlederpolsterung mit schwarzen Polsterknöpfen. Maße: 78,7 cm hoch × 81,3 cm breit × 76,2 cm tief
- Sculptured Front Cabinet: Zweitüriger Schrank aus Stahl und Holz mit goldblattbesetzten Schubladen. Maße: 208,3 cm hoch X 91,4 cm breit X 50,8 cm tief. Von diesem Typus wurden um 1970 nur sechs Exemplare gefertigt.
- 1970: Beistelltisch mit Glasplatte, die von diamantenförmigen, bronzefarbenen und stahlglänzenden Stützen gehalten wird.
- Hanging Cupboard: aus geschweißtem, emailliertem  bzw. bronziertem Stahl mit einer Schieferplatte. Die Maße sind: 61,1 cm hoch X 252,1 cm breit X 61,3 cm tief. Am 17. Dezember 2009 wurde dieses Objekt bei Sotheby’s in New York für 218.500 US-$ verkauft.
- Mirrored Four-Post Bed: ein mit blauen, irisierenden Spiegeln verkleidetes Himmelbett mit dazugehörigem Spiegel und Schminktisch.
- Ice Container: Walnussfurnier und Messing, 39 cm hoch. Christie’s London Juli 2013.[1]:

## Ausstellungen
- 2014: Paul Evans: Crossing Boundaries and Crafting Modernism. James A. Michener Art Museum, Doylestown, Bucks County, Pennsylvania. Katalog.